# Kehrsatz
Kehrsatz (Alemannisch: Chäsitz) is een gemeente en plaats in het Zwitserse kanton Bern, en maakt deel uit van het district Bern-Mittelland.
Kehrsatz telt 4.164 inwoners.